# Những linh hồn phản đối
Những linh hồn phản đối, hay Những linh hồn bất tử (tiếng Triều Tiên: 살아있는 령혼들) là bộ phim của đạo diễn Kim Chun-song, ra mắt lần đầu năm 2000.

## Nội dung
Truyện phim tái hiện tấn thảm kịch Ukishima Maru, sự kiện dẫn đến hàng trăm người Triều Tiên đã thiệt mạng khi con tàu bị đánh chìm bởi một vụ nổ bí ẩn.
Các nhà làm phim đã hướng sự tập trung của khán giả bằng giả thiết vụ nổ được tạo ra bởi một nhóm người Nhật Bản. Bộ phim được mệnh danh là Titanic của CHDCND Triều Tiên.

## Vinh danh
Bộ phim đã được trình chiếu tại Liên hoan phim Bình Nhưỡng, Liên hoan phim Quốc tế Jeonju và Liên hoan phim Quốc tế Moskva.